# Château de Rheinfels
Le château de Rheinfels (en allemand Burg Rheinfels) est un château fort en ruine de la vallée du Rhin, en Allemagne.
Situé à Sankt Goar, en Rhénanie-Palatinat, en aval du rocher de la Lorelei, c'est le plus important des châteaux romantiques dominant le Rhin. Le site comprend de nos jours un hôtel de luxe « Romantik Hotel Schloss Rheinfels », un centre de remise en forme et un musée.

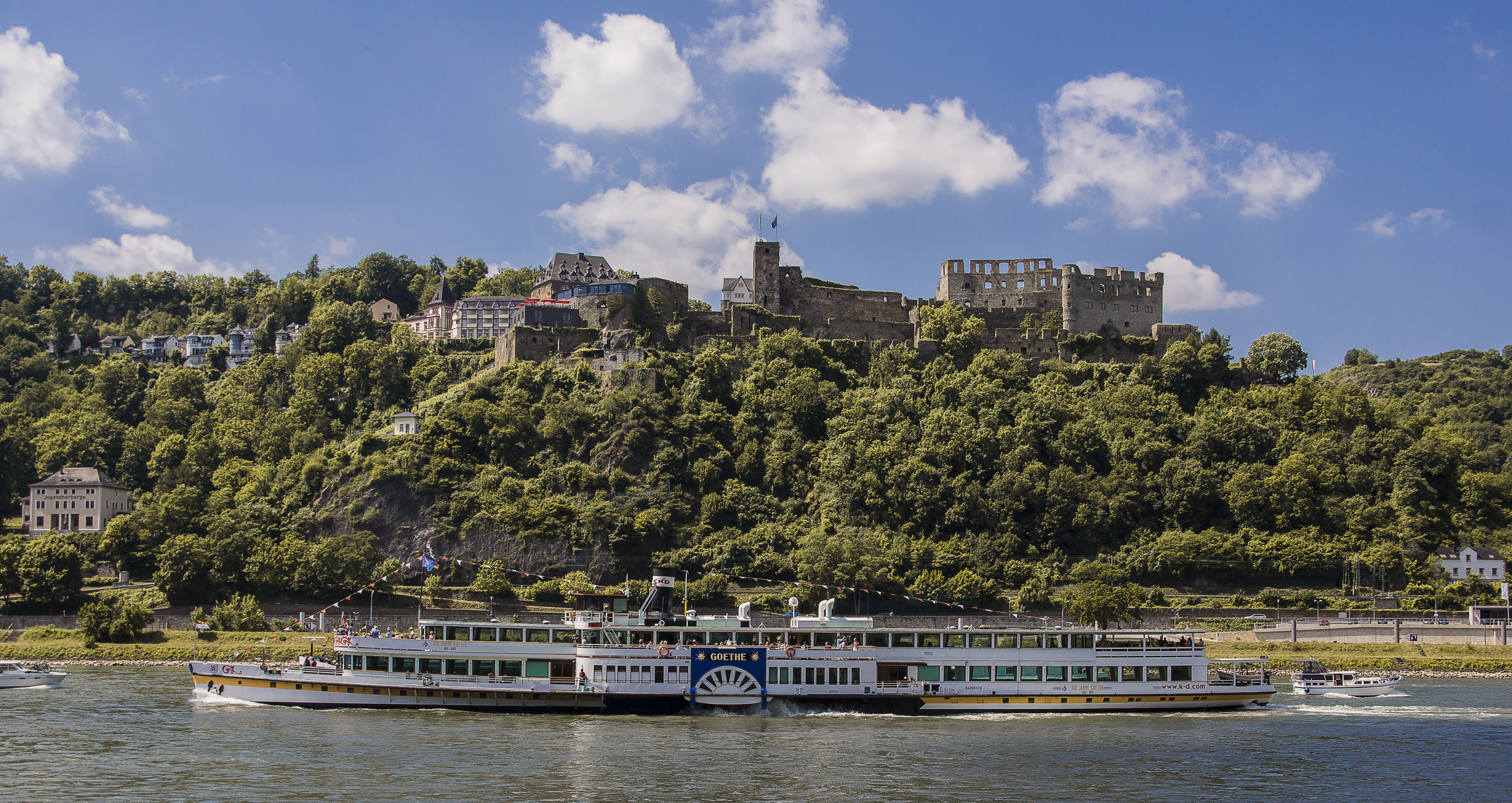
Le Rhin et le château de Rheinfels.

## Histoire

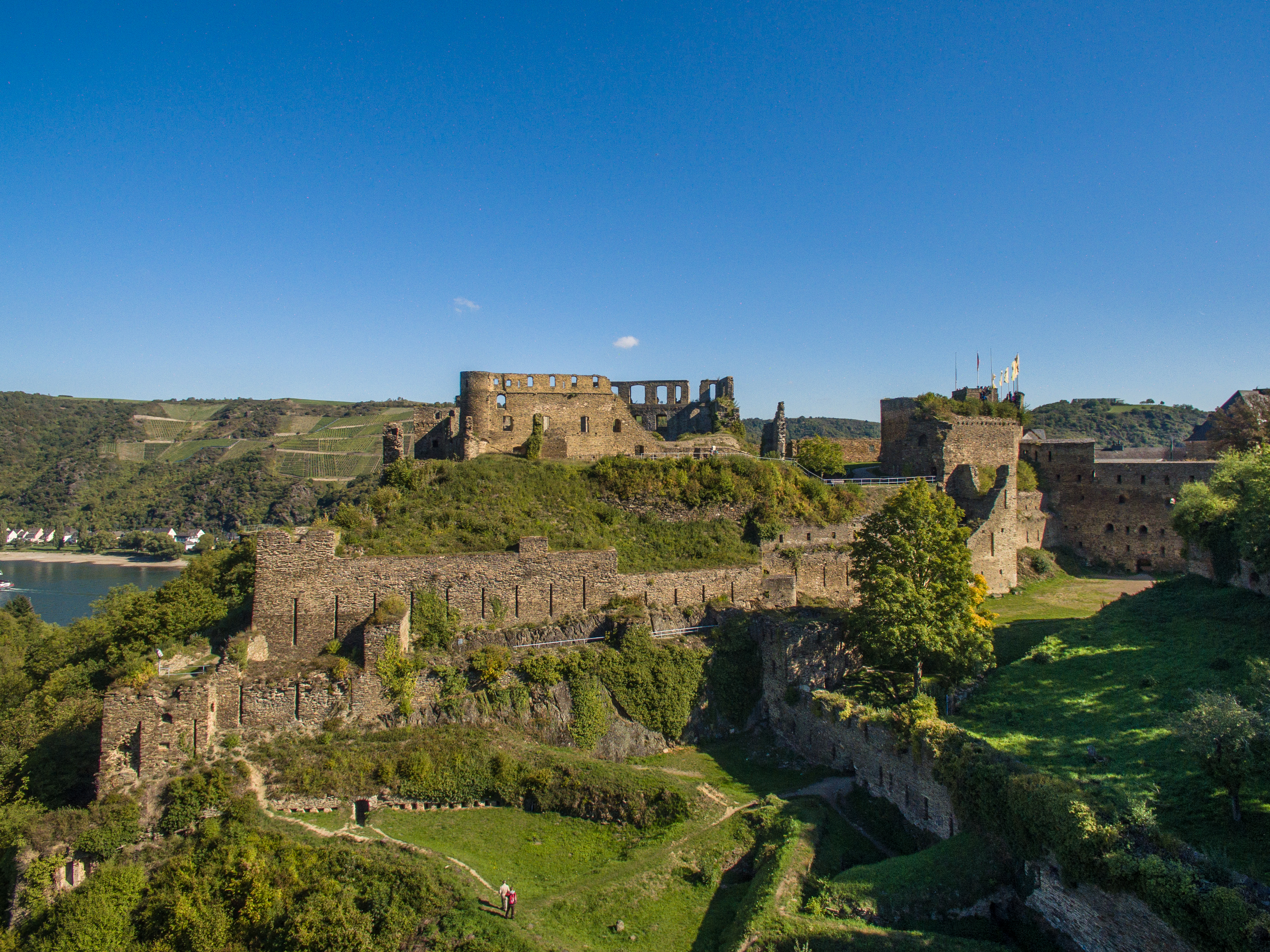
Le château de Rheinfels, dominant le Rhin.

La forteresse, construite en 1245 par le comte Thierry V de Katzenelnbogen (de), sert initialement à prélever un droit de passage sur les embarcations remontant le Rhin. Au XIVe siècle le comte Guillaume II de Katzenelnbogen agrandit la place forte et construit sur la rive opposée le château de Nouveau Katzenelnbogen (appelé de nos jours château du Katz) afin de taxer le commerce des deux côtés du Rhin.
En 1479, la ligne comtale s'éteint et le château passe sous le contrôle de Henri III de Hesse. Le landgrave Philippe Ier fait transformer la forteresse médiévale en palais de style Renaissance. Ernest Ier de Hesse-Rheinfels réside au château et fait construire en 1657-1674 des fortifications destinées à le protéger des Français.
Il est vainement assiégé en 1692 par les troupes françaises sous le commandement de Camille d'Hostun lors de la guerre de la Ligue d'Augsbourg. Pris le 2 novembre 1794 par les troupes françaises, durant les guerres de la Révolution, il subit un nouveau siège en 1797, la forteresse étant de nouveau prise par les Français et démantelée.

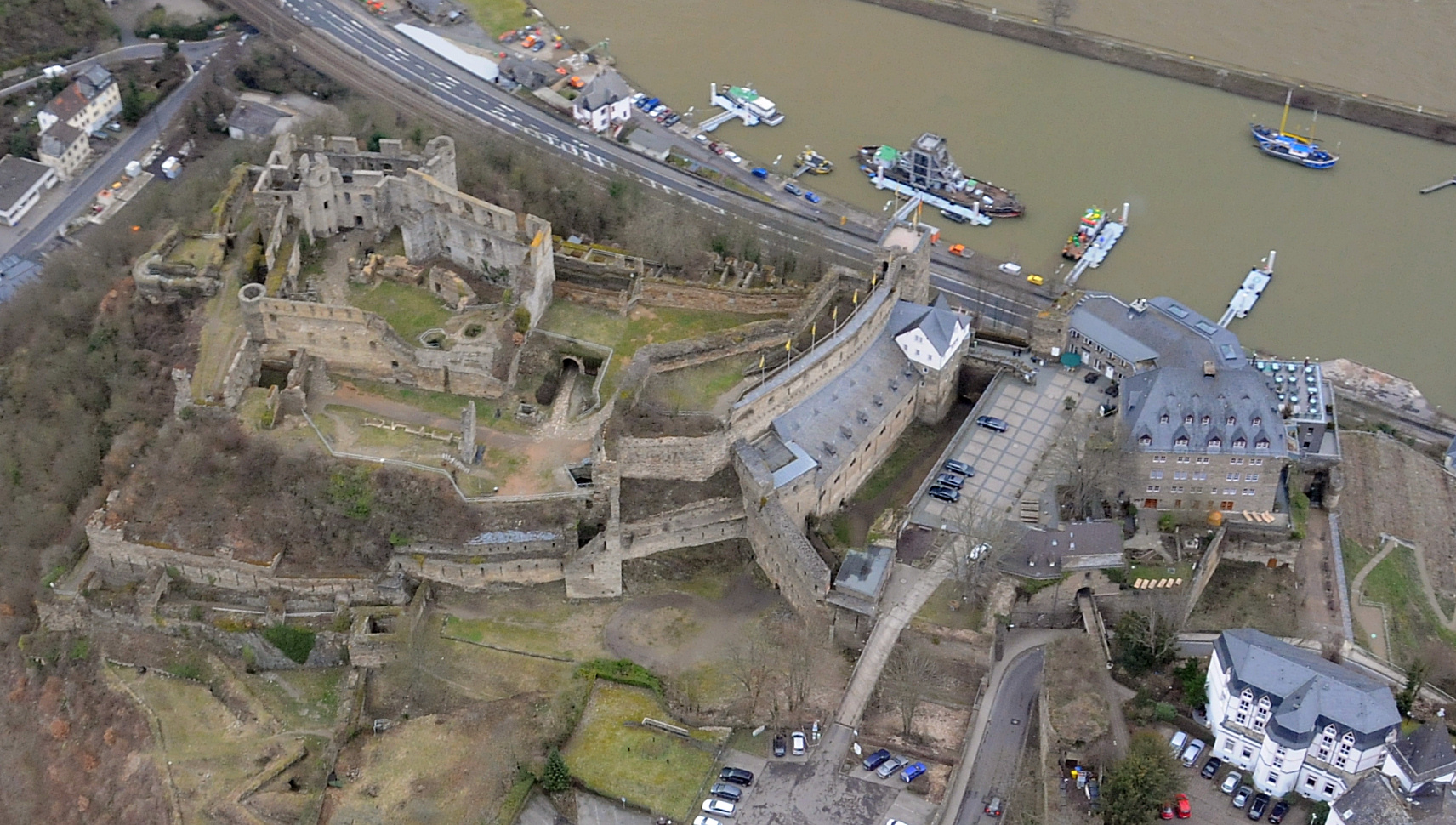
La forteresse et le Rhin. Vue aérienne.
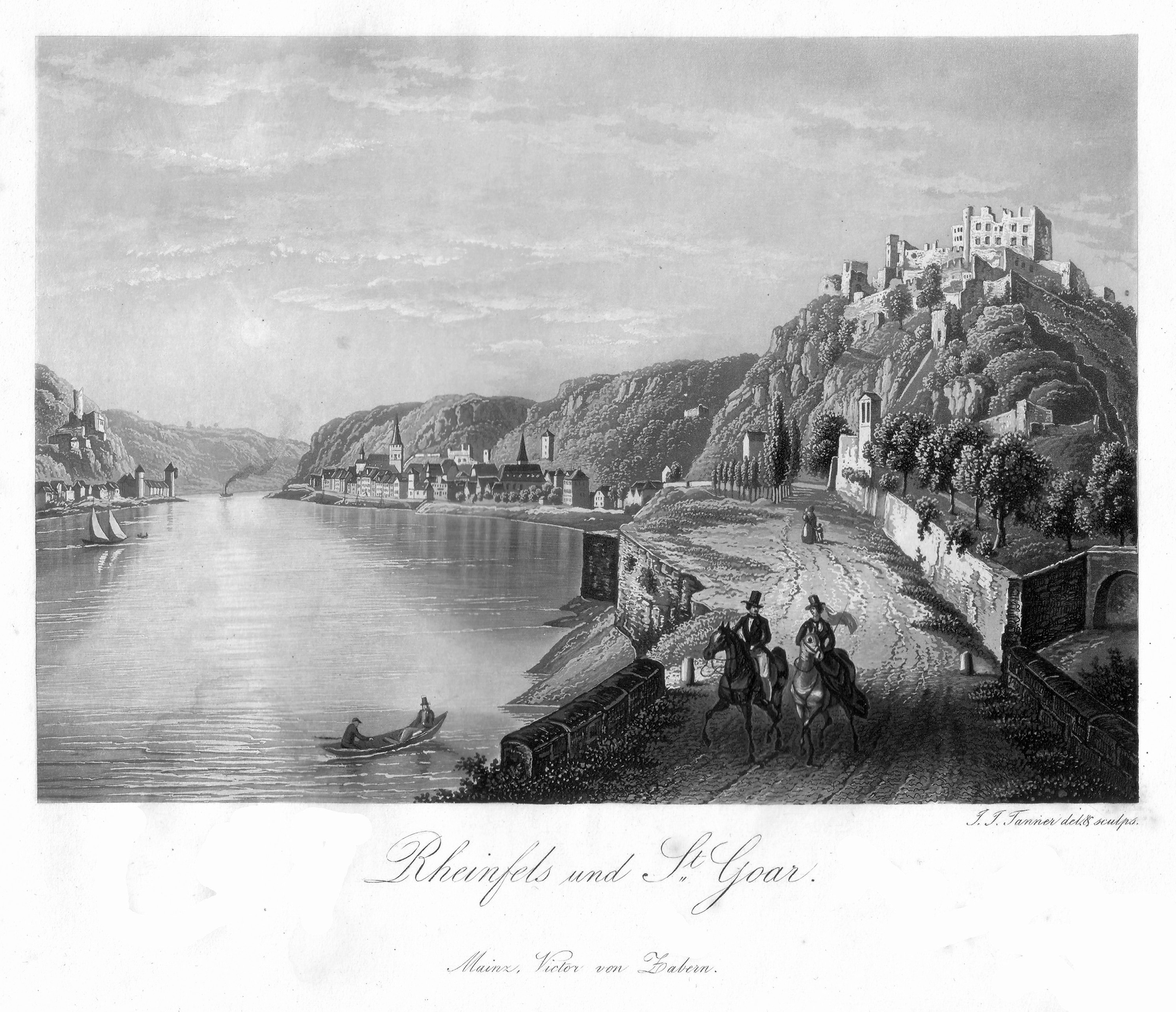
Gravure romantique, par Johann Jakob Tanner (1807–1862).
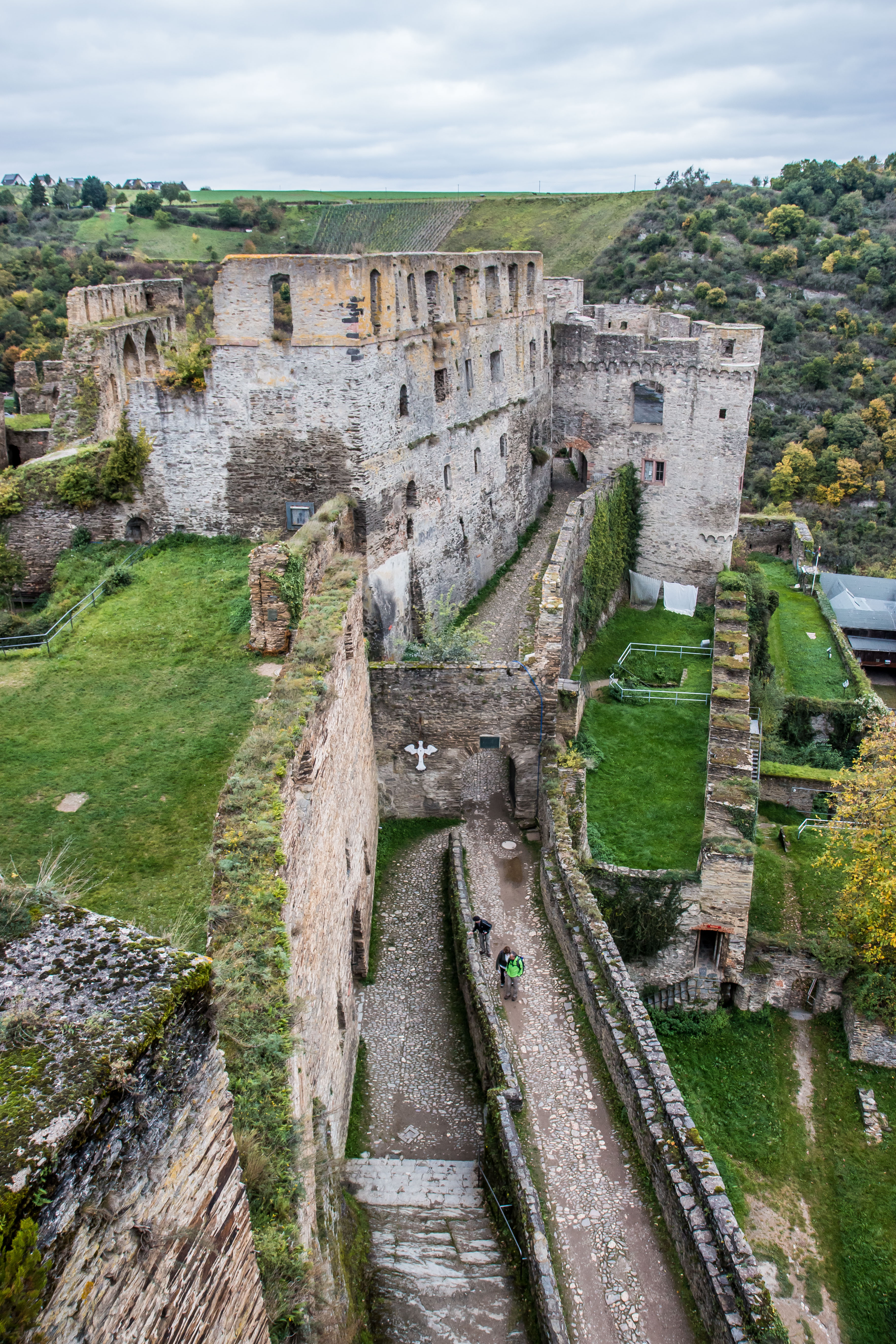
Fortifications et ruines du palais.
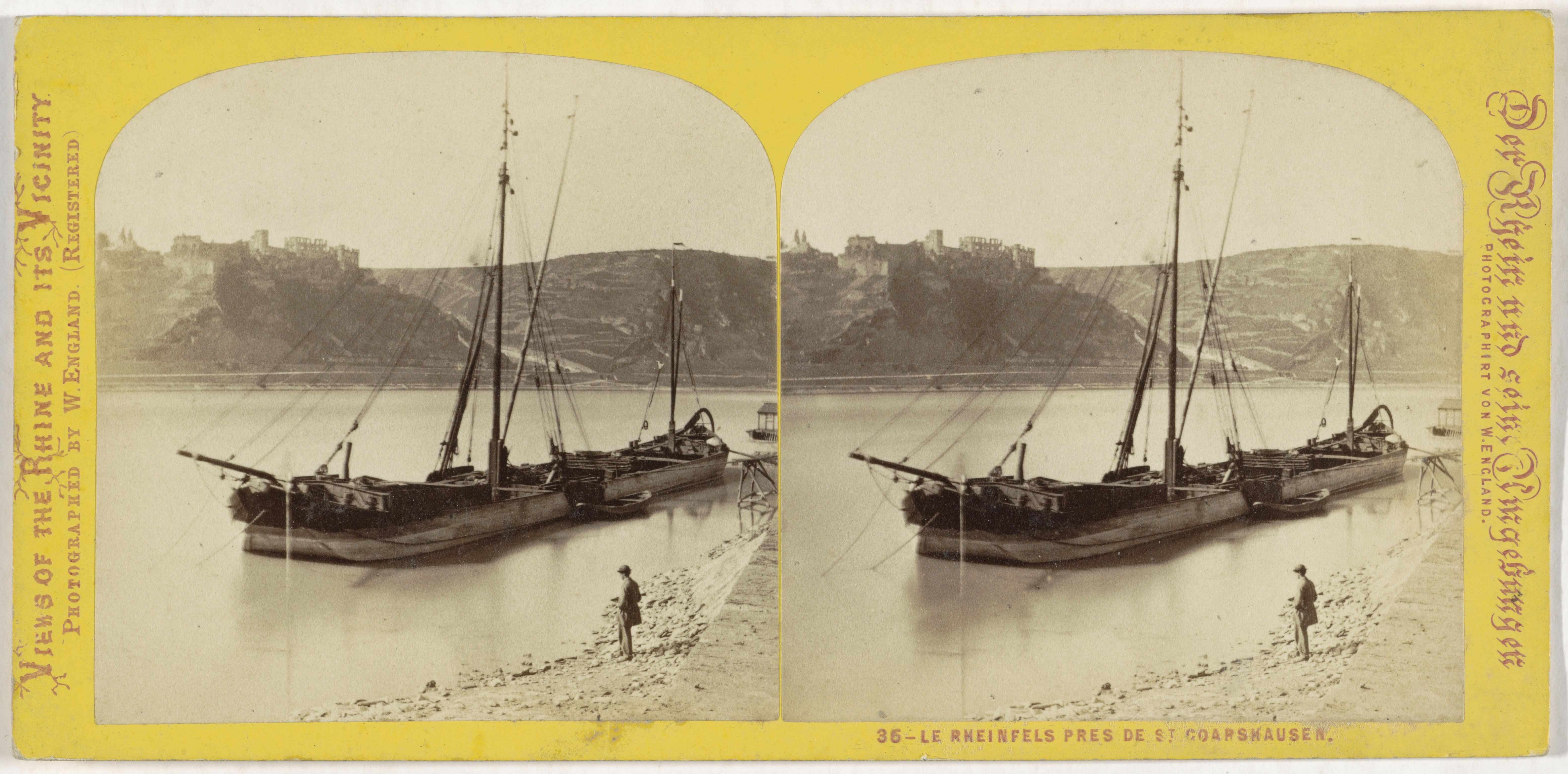
Transport fluvial devant la forteresse. Photographie stéréoscopique, 1868.